# ビクター・ホッコック
ビクター・ボルハ・ホッコック(英語: Victor Borja Hocog; 1953年9月11日 - )は、北マリアナ諸島・ロタ島出身の政治家。共和党員。2015年から2019年まで第11代北マリアナ諸島副知事を務めた。2019年から自治連邦議会の上院議長を務めている。

## 経歴・人物
ホッコックは、1989年11月のロタ市長選に立候補し、落選。2005年にもロタ市長選に立候補し、落選している。2007年、ロタ島とアギガン島を代表する下院第7選挙区から無所属で出馬し当選。2009年、ロタ市長選に再び立候補するも落選した。2012年、ロタ島とアギガン島を代表する上院第1選挙区に共和党から出馬し当選し、2015年に第17代上院議長に就任した。同年12月28日に当時現職のエロイ・イノス知事が心臓手術後の合併症で死去したため、翌29日に憲法の規定通り、副知事のラルフ・トーレスが知事に就任し、上院議長のホッコックが副知事に就任した。2018年選挙では、上院1区に出馬・当選した。2019年から第20代上院議長に就任した。